# Physalis pubescens

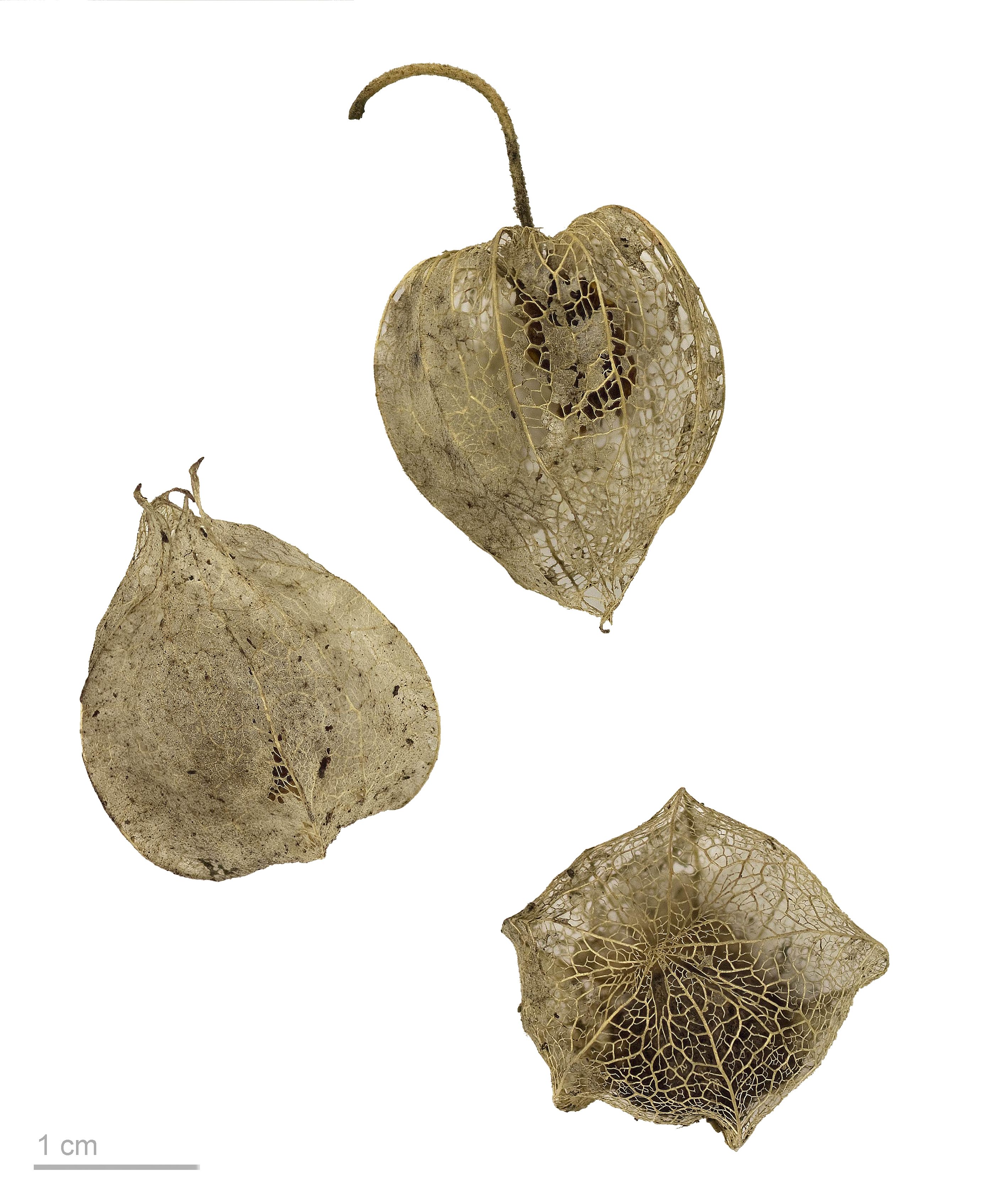
Physalis pubescens

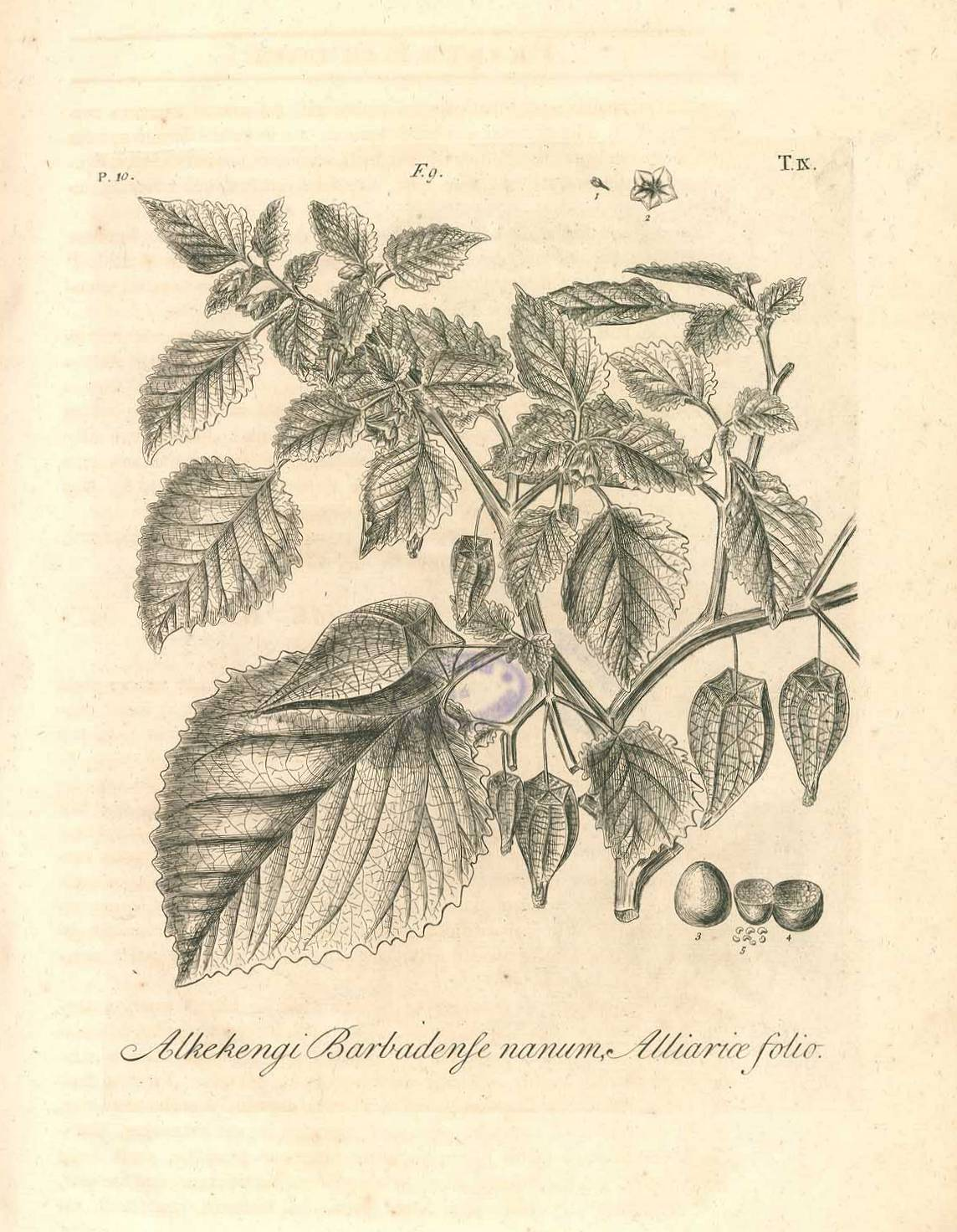
Ilustración

El aguaymanto, capulí o tomatillo (Physalis pubescens) es una planta de la familia de las Solanáceas que es una planta nativa americana, desde la parte central de Sudamérica hasta la parte central de Norteamérica. Puede crecer en distintos hábitats, incluso en aquellos que han sido intervenidos.

## Descripción
Physalis pubescens es una planta herbácea anual o bianual, a veces, muy ramificada,  que crece hasta una altura comprendida entre los 10 y 150 cm de altura. Las hojas son generalmente tomentosas peludas, ovales a triangulares. El margen de la hoja es irregular, casi todo dentado. Las flores son de color amarillo con manchas violetas y miden 0,9 a 1,5 cm de diámetro. El fruto es una baya con un diámetro de aproximadamente 1 cm, que es de color verde y cuando madura es de color morado a amarillo. Contiene una gran variedad de semillas con  un diámetro de alrededor de 1,5 mm. 

## Propiedades
Sus hojas son medicinales, los campesinos de la región la toman en una infusión con leche caliente para problemas de los bronquios, sus frutos son unas pepitas de color rojo oscuro (cuando están maduros) son comestibles de sabor agridulce muy apetecido por las avecillas especialmente por el Chiguaco patiamarilo existente en la región. Y no solamente es un arbusto, sino es una leyenda en la región Andina y Amazónica del Perú, se dice quien coma un fruto caído desde el pico de una avecilla, encontrará el amor verdadero.
En Bolivia y Ecuador, el consumo humano del capulí ha decaído mucho, sin embargo, es posible encontrarlo en los mercados populares en la región central andina de Ecuador y al norte del Titicaca.

## Taxonomía
Physalis pubescens fue descrita por Linneo y publicado en Species Plantarum 1: 183, en el año 1753.
Variedades aceptadas
- Physalis pubescens var. hygrophila (Mart.) Dunal
- Physalis pubescens var. missouriensis (Mack. & Bush) Waterf.
- Physalis pubescens var. pubescens

Sinonimia
- Physalis barbadensis Jacq.
- Physalis barbadensis var. glabra (Michx.) Fernald
- Physalis neesiana Sendtn.
- Physalis obscura Michx.
- Physalis obscura var. viscidopubescens Michx.
- Physalis pubescens var. glabra (Michx.) Waterf.
- Physalis pubescens var. integrifolia (Dunal) Waterf.
- Physalis pubescens var. minutifolia O.E.Schulz
- Physalis surinamensis Miq.
- Physalis viscido-pubescens (Michx.) Dunal[2]